# Vieille-Toulouse
 Vieille-Toulouse  là một xã thuộc tỉnh Haute-Garonne trong vùng Occitanie tây nam nước Pháp.